# Diocese de Londres (histórica)
A Diocese de Londres (em latim: Dioecesis Londoniensis) é uma sé suprimida da Igreja Católica Romana na Inglaterra, tornando-se mais tarde sé da Igreja Anglicana.

## Território
A diocese estava localizada no sul da Inglaterra e incluía o antigo reino de Essex.
A sé episcopal era a cidade de Londres, onde a Igreja de São Paulo servia como catedral.

## História

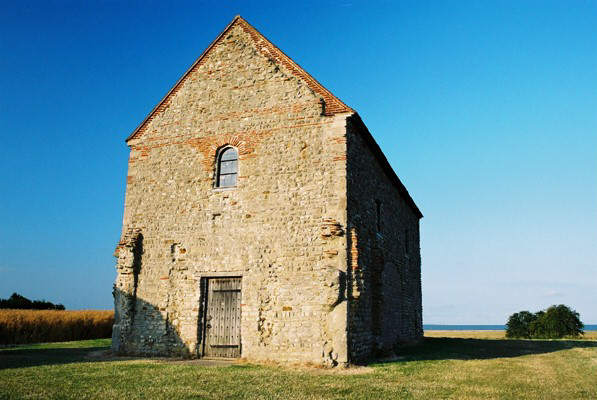
A antiga catedral monástica de Ythanceaster (Otona), hoje chamada de Capela de São Pedro no Muro, construída por São Ceda, restaurada em 1920.

Londinium (nome latino para Londres) já era um bispado na época romana. O único bispo documentado deste período é Restitutus, presente em 314 no concílio de Arles na França. A tradição transmite nomes de outros bispos, não determinados historicamente. Dado o papel de Londres como capital geral da Britânia, em analogia com as outras províncias do império, é inteiramente provável, embora não haja evidências, que naqueles primeiros tempos a sé fosse uma metrópole.[carece de fontes?]
A chegada dos anglos, saxões e jutos após meados do século V pôs fim às estruturas cristãs em toda a ilha. Foi o Papa Gregório Magno, no final do século VI, quem se encarregou de evangelizar os novos povos que chegavam à Grã-Bretanha, enviando um grupo de missionários liderados pelo monge Agostinho (em 596).
Após a evangelização no reino de Kent e a conversão de seu rei Etelberto (Páscoa de 601), Agostinho recebeu a ordem de instalar sua sé em Londres, que na opinião do Papa Gregório se tornaria uma sé metropolitana. Mas a transferência para a antiga Londinum era inviável, pois a cidade fazia agora parte de outro reino anglo-saxão, o de Essex, cujo rei ainda era pagão. Agostinho, portanto, elevou a capital de Kent, Cantuária, para ser sua sé metropolitana.
Um neto de Etelberto reinou sobre Essex. Ele favoreceu a introdução do Cristianismo em seu reino. E em 604 foi erigida a segunda diocese anglo-saxônica, a de Londres, confiada a um discípulo e companheiro de missão de Agostinho, São Melito, que se apressou em construir a catedral de São Paulo perto dos restos do fórum romano. Após a morte do rei, porém, houve um retorno do paganismo, o que colocou em dificuldades a missão e a jovem diocese londrina: o bispo Melito teve que se refugiar na Gália.
Por volta de 654, o novo rei Sigeberto foi batizado pelo abade-bispo de Lindisfarne Finano. A partir deste momento a missão no reino de Essex pôde consolidar-se, com a chegada do novo bispo Ceda, que, sobre as ruínas do antigo assentamento romano de Otona, construiu um mosteiro chamado Ythanceaster em anglo-saxão, colocando o seu bispado aqui.
A diocese de Londres originalmente tinha jurisdição sobre todo o reino de Essex e fazia parte da província eclesiástica da Arquidiocese da Cantuária.
Em 1075 realizou-se em Londres um importante concílio provincial, seguido de outro concílio provincial em 1102.
O último bispo em comunhão com Roma (pelo menos no seu segundo período episcopal) foi Edmund Bonner, já tão a favor da Reforma que o Rei, depois do cisma, o quisera bispo de Hereford e depois de Londres (ele até contribuiu com o bispo de Winchester para De vera oboedentia que afirma que a única obediência devida, mesmo no campo religioso, é ao rei). Após a morte de Henrique VIII, no entanto, ele teve conflitos com os regentes calvinistas de Eduardo VI e, portanto, foi removido de sua sé em 1º de abril de 1549; foi restaurado à sé de Londres pela rainha Maria em 5 de setembro de 1553; ele foi finalmente preso em 30 de maio de 1559 e morreu na prisão dez anos depois. Com a sua morte a sucessão apostólica foi interrompida e, segundo o ponto de vista católico, o episcopado católico de Londres chegou ao fim. Em vez disso, segundo a teologia anglicana, há continuidade entre as séries de bispos antes e depois da reforma.

## Bispos

### Bispos romano-britânicos deLondinium
- Theanus;[3][4][5][6]
- Eluanus;
- Cadar;
- Obinus;
- Conanus;
- Palladius;
- Stephanus;
- Iltutus;
- Theodwinus;
- Theodredus;
- Hilarius;
- Restitutus (mencionado em 314);
- Guitelinus;
- Fastidius;
- Wodinus;
- Theonus.[3][4][5][6][7]

### Bispos de Londres
- Melito (604 - 24 de abril de 624);[3]
  - Vacante (624 - 656).
- Ceda (c. 656 - 26 de outubro de 664);[3]
- Edmund Bonner † (4 de abril de 1540 - 5 de setembro de1569).[8]